# Phreatia foveata
Phreatia foveata är en orkidéart som beskrevs av Cedric Errol Carr. Phreatia foveata ingår i släktet Phreatia och familjen orkidéer. Inga underarter finns listade i Catalogue of Life.